# Pallapugno
La pallapugno, chiamata ufficialmente pallone elastico fino al 2001 e definita balon (pronuncia [balʊŋ]) nelle lingue piemontese e ligure, è uno sport di squadra sferistico giocato con una palla su un terreno di gioco posto in piano e con un lato di rimbalzo, sia esso un muro, rete o altro.

## Storia

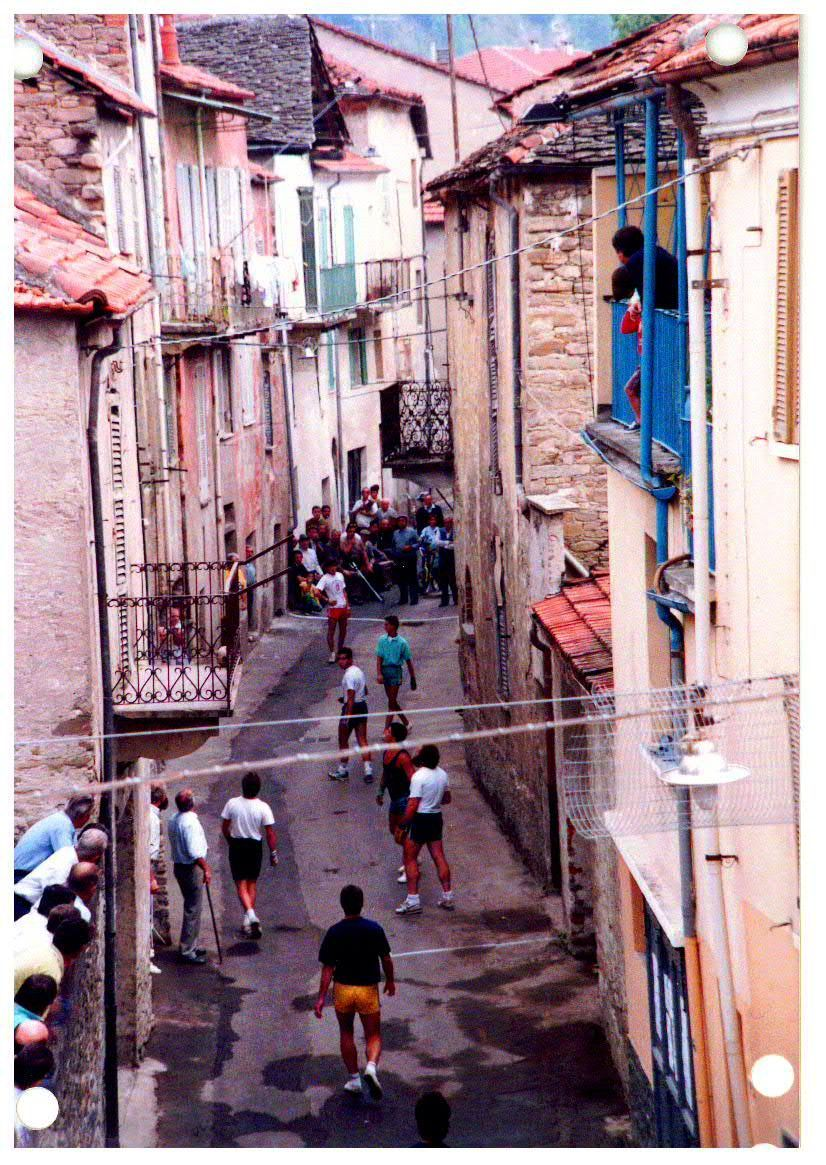
Rievocazione storica della pallapugno in strada, nel borgo di San Pantaleo a Cortemilia (1970).

Questo gioco deriva dalla palla a muro, disciplina di origine latina, che viene tuttora praticata in varie nazioni. Il primo regolamento ufficiale risale al 1555 quando lo scrittore Antonio Scaino descrisse il gioco nel suo libro "Trattato del gioco della palla".
Questa specialità è storicamente radicata nel basso Piemonte e nella Liguria, specialmente nella Riviera di Ponente, dove è praticata a livello professionistico.
Tra Ottocento e Novecento il pallone elastico attraversò una crisi che portò alla sua quasi totale scomparsa, con l'eccezione di alcune province del Piemonte (Torino, Asti e Cuneo) e della Liguria (Savona e Imperia).
Il pallone elastico è da sempre un emblema della cultura contadina e del folclore piemontese e ligure: è stato narrato da scrittori come Edmondo De Amicis, Cesare Pavese, Beppe Fenoglio, Giovanni Arpino e Franco Piccinelli, che è stato anche a lungo Presidente della Federazione.
Nella seconda metà del secolo scorso, in California, emigrati italiani organizzarono un campionato di tale gioco che si disputò per un certo periodo di anni.

## Regolamento
Il gioco si svolge tra due squadre di quattro giocatori, chiamate "quadrette": un battitore, una spalla, due terzini. Il campo in terra battuta, detto sferisterio, ha una lunghezza di 90 metri e una larghezza dai 16 ai 18 metri, fiancheggiato,  sempre, da un muro di appoggio e al di sopra di esso da una rete; la palla è di gomma, del diametro di 10,5 cm e della massa di 190 g. Per gli Juniores, Allievi ed Esordienti il "balon" è di 165 g, i Pulcini usano la palla da 140 g, i Promozionali impiegano quella da 120 g.
I punti si contano come nel tennis: quindici, trenta, quaranta, gioco. La partita consiste in 11 giochi per la serie A, B, C1 e C2 juniores under 25, mentre i pulcini, e gli esordienti arrivano a 7 promozionali arrivano a 5.

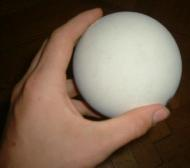
Pallone da pallapugno

Il battitore, che è in genere il giocatore atleticamente più forte, può prendere una rincorsa di circa 12 metri, in base allo spazio che gli viene lasciato dietro la linea dello 0 ed effettuare la battuta medesima da nr. 5, ovvero cinque metri all'interno della sua zona di campo, prima di colpire la palla al volo effettuando la battuta che, per essere considerata valida, deve superare la metà del campo e rimbalzare all'interno delle due linee laterali. La squadra in ricezione può colpire la palla al volo o dopo il primo rimbalzo (come nel tennis), con il pugno (protetto da bende, cuoio e liste di gomma) o, nei colpi ravvicinati, con la mano aperta, talvolta protetta da un guanto. In ogni caso si può usare una sola mano per volta. Tutti i contatti della palla con parti del corpo diverse dall'avambraccio sono considerati falli.
Il gioco si pratica fasciandosi il pugno con una serie di strisce di stoffa,  mediamente per un totale di circa 10m., alle quali verso la fine si sovrappone un pezzo di cuoio opportunamente modellato e, da circa 20 anni, anche una striscia di gomma che serve per ammortizzare il colpo e aiutare il giocatore nell'indirizzarlo; il tutto alla fine racchiuso con del cordino a tre code o altra gomma apposita. 
Lo scopo è quello di mandare la palla il più possibile vicino alla linea di fondo campo avversario o, ancora meglio, oltre la stessa. In quest'ultimo caso si realizza un "fuori campo" o, in piemontese, intra e, in ligure, céllu, che è il colpo più spettacolare  e attribuisce direttamente un quindici. Se il giocatore, invece, manda la palla direttamente oltre il muro d'appoggio o al di là della linea laterale, fa un fallo e la squadra avversaria guadagna un quindici.

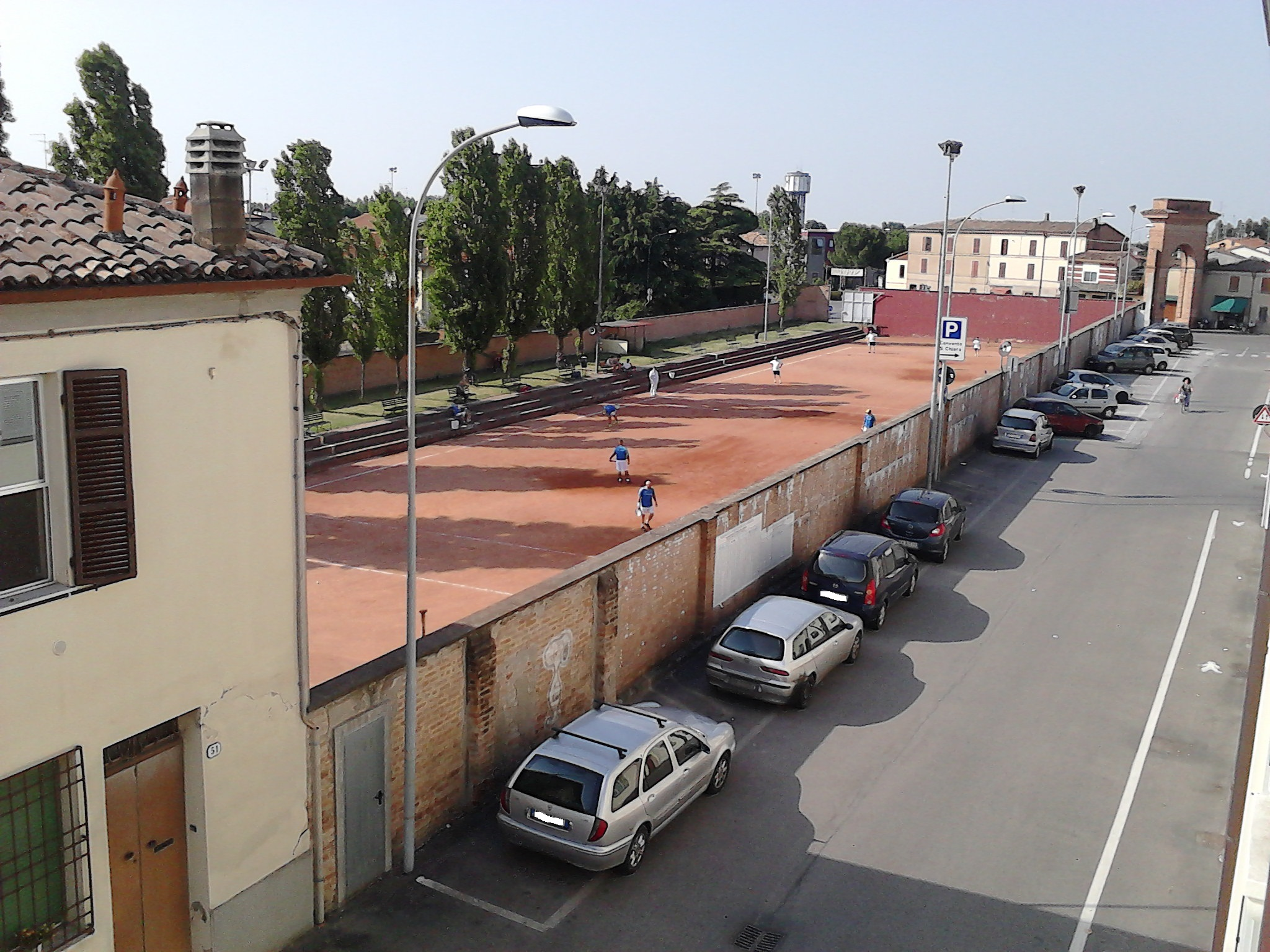
Il campo di gioco dello sferisterio comunale di Bagnacavallo

Se non si commettono falli o fuoricampo, il gioco continua finché una delle due squadre, non riuscendo più a colpire il pallone al volo o al primo salto (cioè quando è valido), lo ferma (o lo manda avanti) con una qualunque parte del corpo dopo che ha rimbalzato più di una volta per terra: in questi casi la palla non è più giocabile e può essere fermata indifferentemente con le mani o i piedi. Nel punto di arresto l'arbitro segna una caccia mediante un'apposita bandierina. La caccia può anche essere segnata quando la palla, dopo aver rimbalzato almeno una volta in campo, esce lateralmente: in questo caso viene posizionata nel punto di uscita dal bordo del campo. La caccia è un “15” da conquistare per potersi aggiudicare il gioco, quindi il numero massimo di cacce è quattro sullo 0-0, tre quando si è a “15”, due se si è a “30”, ed una sul “40”.
Dopo aver segnato un massimo di quattro cacce, le squadre si scambiano il campo. A questo punto inizia la seconda fase del gioco e le due squadre si disputano la conquista delle cacce che sono appena state segnate dall'arbitro, nell'ordine in cui sono state assegnate.
Per conquistare una caccia, la quadretta deve fermare la palla in modo valido avendo alle proprie spalle il punto in cui è stata segnata la caccia, definito dalla bandierina corrispondente. Si gioca, cioè, considerando la caccia come vera e propria metà campo. Per ottenere il “15” è necessario che, quando non è più giocabile, cioè dopo il secondo balzo, il pallone resti nel campo avversario. Assegnato il punto si passa a considerare la seconda caccia, e così di seguito. 
Si fanno punti quando il pallone valido va oltre la linea di fondo campo avversaria, quando si conquista una caccia, quando l'avversario commette fallo: ognuna di queste situazioni vale un quindici.
Le partite possono durare da poco più di un'ora a parecchie ore, quando le squadre in campo sono molto equilibrate.
Le categorie, a partire dalle giovanili, sono queste:
Promozionali, Pulcini, Esordienti, Allievi, Juniores, Under 25; serie: C2, C1, B, A
Nelle categorie giovanili il match ha durata in giochi inferiore e un pallone più leggero, che va dai 120 ai 160 grammi di peso.

### La Pantalera
Molto affine alla pallapugno è la "pantalera" che si gioca nelle piazze o nei cortili, in cui però la battuta si compie non con un pugno ma lanciando la palla (sempre da 190 grammi circa) su un asse appositamente inclinato e dotato di liste oblique che rendono irregolare il rimbalzo del pallone (in origine la palla veniva lanciata sui tetti); in questa specialità destrezza e intuizione prevalgono spesso sulla potenza muscolare.
Nella pantalera viene accentuata la differenziazione di un campo di gioco dall'altro (già tipica della pallapugno), visto che spesso elementi architettonici (grondaie, porte, scalini ecc.) o irregolarità del fondo rendono imprevedibile il rimbalzo del pallone. In questo gioco, essendo a livello dilettanti o meglio ancora "paesani" non sono presenti arbitri di nessuna serie, ma ne viene preso uno per ogni paese di gioco che solitamente va bene a entrambe le squadre.

## Competizioni

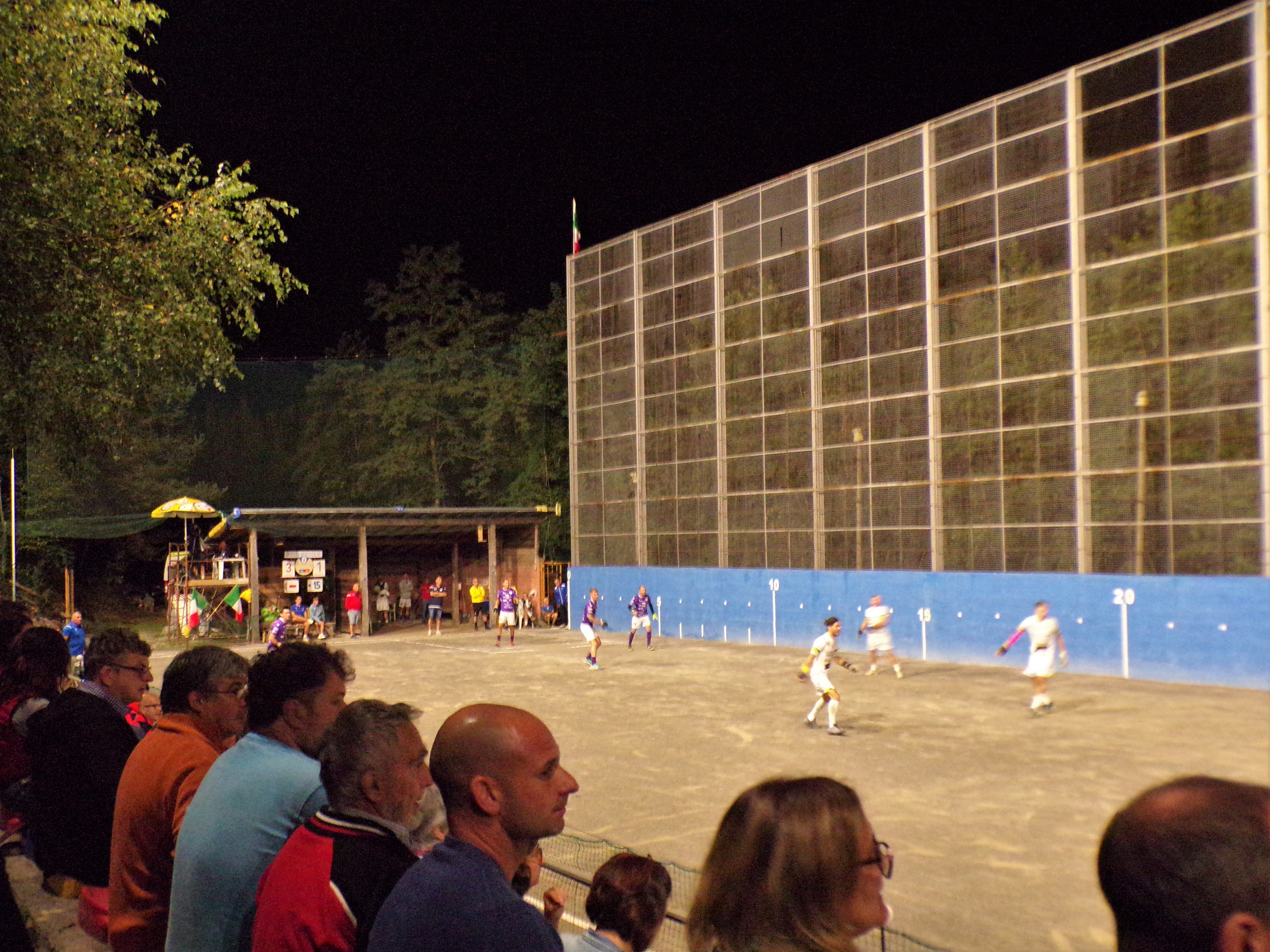
Una fase della finale 2022 della Coppa Italia di pallapugno a Bormida

Il campionato italiano si svolge regolarmente dal 1912. Dal 1983 si svolge la coppa Italia.
A livello giovanile viene praticata la disciplina propedeutica della pallapugno leggera, che viene giocata in tutta Italia, specialmente nelle scuole.
Si disputa periodicamente il campionato mondiale di sport sferistici e il campionato mondiale di sport sferistici 2004 si svolse in Italia con le quattro specialità: pallapugno, gioco internazionale (una miscellanea delle discipline europee), frontón e llargues.
Dalla stagione 2003-2004 la Federazione Italiana Pallone Elastico ha cambiato la propria ragione sociale in Federazione Italiana Pallapugno, su proposta dell'allora Presidente Franco Piccinelli.
Oggi le società tesserate sono circa 100 e i giocatori circa 10.000.

## I campioni
Tra i campioni memorabili spiccano Felice Bertola (12 titoli italiani come battitore, più 2 come "spalla"), Augusto Manzo (8 titoli italiani), 
Massimo Vacchetto (7 titoli italiani), Franco Balestra e Massimo Berruti (6 titoli italiani), eterno rivale di Felice Bertola e anche ottimo pittore, Donato Feliciano, il ligure Riccardo Aicardi (4 titoli italiani) ; Aurelio Defilippi, detto "Il Mancino di Càstino" (2 titoli italiani a Cuneo nel '63 e nel '64).
Negli ultimi anni i giocatori più titolati sono stati: il monteacutese Massimo Vacchetto 7 volte campione italiano 2 volte pallone d'oro, l'imperiese Alberto Sciorella, 4 volte Campione d'Italia (1996, 1997, 2001 e 2002), Paolo Danna, vincitore di quattro campionati tra il 2004 e il 2010 e Roberto Corino, vincitore di 4 scudetti, di cui tre consecutivi tra il 2006 e il 2008.